# Blank Generation
Blank Generation (с англ. — «Пустое поколение») — дебютный студийный альбом нью-йоркской панк-рок-группы Richard Hell & The Voidoids, вышедший в 1977 году и ставший одним из наиболее влиятельных альбомов в истории панк-рока. Был помещен на 21-е место в списке «40 величайших панк-альбомов всех времён» по версии журнала Rolling Stone в 2016 году.

## История альбома
В 1976 году Ричард Хэлл покинул панк-группу The Heartbreakers, где был бас-гитаристом, солистом и основным автором песен. Тогда же Хэлл сформировал новый коллектив, где играл песни, написанные им в The Heartbreakers.
Первые записи новая группа Ричарда Хэлла сделала в ноябре 1976 года в студии экс-менеджера Television Терри Орка: песни «Blank Generation», «Another World» и «You Gotta Lose» вошли в первый мини-альбом коллектива, подписанный под именем Ричарда Хэлла (без слова «Voidoids»).
Название для новой группы Voidoids Хэлл позаимствовал из своей новеллы под названием «Voidoid» («Пустоид»), написанной им в 1973 году.
В конце 1976 года группа дала первый концерт в клубе CBGB с новыми песнями, которые вошли в будущий альбом. Вместе с Хэллом в группе играл гитарист-авангардист Роберт Куин, ритм-гитарист Айван Джулиан, вместе с Хэллом ставший соавтором песен The Voidoids, и ударник Марк Бэлл, до Voidoids игравший с известной эпатажной певицей Уэйном Каунти.
В таком составе группа получила приглашение записать дебютный альбом на Sire Records — лэйбле, выпускавшем альбомы американского панка и новой волны (Dead Boys, Ramones, The Undertones, Talking Heads). Уже в марте 1977 года группа записала альбом на Electric Lady Studios в Нью-Йорке. Сведение происходило там же и частично в Plaza Sound Studio в июне-июле 1977 года. В записи гитаристы Айван Джулиан и Роберт Куин использовали гитары Fender Stratocaster, что давало группе более «чистое» гитарное звучание на фоне других панк-команд, игравших в CBGB.
Blank Generation стал единственным альбомом, записанным с участием Марка Бэлла, который покинул группу в 1978 году, уйдя в Ramones и взяв себе псевдоним Марки Рамон.

## Тексты и музыка песен
Одним из своих кумиров и явных идейных вдохновителей в поэзии Хэлл называл Артюра Рембо. Также вздыбленные волосы французского поэта могли вдохновить Хэлла и на сценический имидж. Урбанистическая самоотрицающая лирика авторства Хэлла легла в основу песен «Who Says?», «Liars Beware» и, конечно же, «Blank Generation»: слушатели ошибочно сочли песню «гимном нигилизма», хотя сам Хэлл утверждал, что песня была сочинена в качестве контрапункта типичным «песням о поколениях» (вроде «My Generation») и что «пустота» здесь обозначает не отсутствие чего-либо, а возможность выбора, «заполнения» этой пустоты тем, чем человек хочет.
Другой немаловажной темой стала свободная любовь и романтизированная похоть, обретающая в текстах Хэлла лирические черты: «Love Comes In Spurts», «I’m Your Man», «New Pleasure», «Betrayal Takes Two», «The Plan», «Another World». Пресса писала о Хэлле, как о «музыканте, внёсшем поэтическое понимание в бессмысленное саморазрушение». К 1977 году Хэлл уже слыл законодателем панк-моды, нося вздыбленную причёску с торчащими во все стороны волосами и рваную одежду с использованием булавок. Его кричащая похотливая сексуальность не могла не отразиться в песнях группы.
С точки зрения музыки, альбом Voidoids резко отличался от металоподобного звучания альбомов Ramones и нововолнового звучания Blondie и Talking Heads, с которыми Хэлл играл в клубе CBGB. Музыкально же группа больше тяготела к гаражному звучанию в стиле The Seeds, The Beatles, Count Five, The Velvet Underground и The Stooges. Роберт Куин делал атональные пассажи на лид-гитаре, в результате чего, вкупе с плотной ритм-секцией, получался авангардный панк, особенно в заключительном треке альбома.

## Успех и влияние альбома
Альбом был принят положительно музыкальными критиками и нередко назывался альбомом года. Также Blank Generation считается ключевым альбомом в истории нью-йоркского и американского панк-рока в целом — наравне с Horses Патти Смит, Ramones Ramones, Suicide Suicide и Marquee Moon Television. Заглавная песня альбома стала символом панк-рок-сцены Нью-Йорка 1970-х годов.
Роберт Кристгау отмечал экспериментальность и эклектичность записи, утверждая, что оставил бы себе эту пластинку для тех случаев, «когда наступает нервный срыв». Лестер Бэнгс высказался негативно о пластинке в 1979 году, однако уже к 1983 году изменил своё мнение, назвав альбом «возможной предтечей для музыки ноу-вейв». Айра Роббинс в журнале Trouser Press отмечала явное влияние писателя Уильяма Берроуза в текстах песен.
Внешний вид участников Voidoids вдохновил Малкольма Макларена и Вивьен Вествуд на создание сценического имиджа для британской панк-группы Sex Pistols, а заглавная песня альбома вдохновила их написать песню «Pretty Vacant» в 1977 году. Есть версия, что Sex Pistols не слышали песню «Blank Generation» до выхода одноимённого альбома в 1977 году, но доподлинно известно, что басист группы Глен Мэтлок узнал о Ричарде Хэлле и существовании песни под названием «Blank Generation» от того же Макларена: услышав название песни, Мэтлок вдохновился идей нигилизма в творчестве. Так как сингл «Pretty Vacant» вышел раньше, чем «Blank Generation», Хэлл поначалу был обижен на Макларена и его группу за «украденную идею», но позже хвалил Джонни Роттена за «использование нигилистического образа из „Blank Generation“ и доведения его до совершенства».
Уже на волне успеха альбома у Хэлла появились проблемы с наркотиками, что привело к распаду группы и окончательному уходу Марка Бэлла и Айвана Джулиана к 1979 году. Воссоединения «оригинального состава» (Хэлл, Куин, Джулиан, Бэлл) происходили только в 1990 и 2000 году. Помимо проблем с наркотиками, Хэлл утверждал, что в 1977 году «уже написал все песни, которые мог, и больше ему сказать было нечего». Журнал New Musical Express отмечал в 2005 году, что «если бы Хэлл умер молодым, он был бы вечен».
Музыка альбома стала источником вдохновения для хардкор-группы Minutemen в 1980-х годах. В одной из песен их альбома Double Nickels on the Dime указывается группа Ричарда Хэлла. Участники хардкор-коллективов Minor Threat и Black Flag также положительно отзывались о Ричарде Хэлле. Гитарист Sonic Youth Тёрстон Мур вспоминал, что ходил на концерты The Voidoids ещё в 1970-х годах и был одним из первых, кто имел пластинку Blank Generation.
Спустя 30 лет после записи альбома, бывшие участники группы The Voidoids Марк Бэлл и Айван Джулиан приняли участие супергруппе Osaka Popstar, состоящей также из участников групп Ramones, Misfits и Black Flag, и сыграли песни из альбома Love Comes in Spurts и Blank Generation, вошедшие в альбом группы Osaka Popstar and the American Legends of Punk 2006 года.

## Список композиций
| №   | Название                       | Автор(ы)                   | Длительность |
| --- | ------------------------------ | -------------------------- | ------------ |
| 1.  | «Love Comes in Spurts»         | Ричард Хэлл                | 1:59         |
| 2.  | «Liars Beware»                 | Айван Джулиан, Ричард Хэлл | 2:50         |
| 3.  | «New Pleasure»                 | Ричард Хэлл                | 1:52         |
| 4.  | «Betrayal Takes Two»           | Айван Джулиан, Ричард Хэлл | 3:33         |
| 5.  | «Down at the Rock & Roll Club» | Ричард Хэлл                | 3:37         |
| 6.  | «Who Says?»                    | Ричард Хэлл                | 2:07         |
| 7.  | «Blank Generation»             | Ричард Хэлл                | 2:41         |
| 8.  | «Walking on the Water»         | Том Фогерти, Джон Фогерти  | 2:14         |
| 9.  | «The Plan»                     | Ричард Хэлл                | 3:53         |
| 10. | «Another World»                | Ричард Хэлл                | 8:10         |

### Переиздание на CD
В 1990 году диск был издан на CD с некоторыми изменениями по сравнению с оригинальной виниловой версией. Так, на диск вошли бонус-треки: кавер-версия песни Фрэнка Синатры «All the Way» и оригинальный поп-панковый трек «I’m Your Man» (обе песни являются ауттейками с сессий к альбому). На CD вошёл другой тэйк песни «Down at the Rock & Roll Club», в котором отсутствуют ударные на большей части куплетов. Далее, была изменена обложка диска: если в оригинальной версии на пластинке был изображён Хэлл, стоящий перед белой стеной и обнажающий грудь, на которой написано «You Make Me ____» (рус. Ты делаешь меня _____, намёк на название альбома); в новой версии Хэлл изображён сидящим и в очках.
| №   | Название                       | Автор(ы)                    | Длительность |
| --- | ------------------------------ | --------------------------- | ------------ |
| 1.  | «Love Comes in Spurts»         | Ричард Хэлл                 | 2:03         |
| 2.  | «Liars Beware»                 | Айван Джулиан, Ричард Хэлл  | 2:52         |
| 3.  | «New Pleasure»                 | Ричард Хэлл                 | 1:58         |
| 4.  | «Betrayal Takes Two»           | Айван Джулиан, Ричард Хэлл  | 3:37         |
| 5.  | «Down at the Rock & Roll Club» | Ричард Хэлл                 | 4:05         |
| 6.  | «Who Says?»                    | Ричард Хэлл                 | 2:07         |
| 7.  | «Blank Generation»             | Ричард Хэлл                 | 2:45         |
| 8.  | «Walking on the Water»         | Том Фогерти, Джон Фогерти   | 2:17         |
| 9.  | «The Plan»                     | Ричард Хэлл                 | 3:56         |
| 10. | «Another World»                | Ричард Хэлл                 | 8:14         |
| 11. | «I’m Your Man»                 | Ричард Хэлл                 | 2:55         |
| 12. | «All the Way»                  | Сэмми Кан, Джимми Ван Хусен | 3:22         |

### Юбилейное переиздание альбома
В ноябре 2017 года было запланировано переиздан в честь сорокалетнего юбилея. Издание 2017 года состоит из двух компакт-дисков: на первом CD записан оригинал альбома, а на втором — альтернативные версии песен, студийные записи 2000 года и записи живого выступления группы в CBGB 1976—1977 годов:
| №   | Название                       | Автор(ы)                   | Длительность |
| --- | ------------------------------ | -------------------------- | ------------ |
| 1.  | «Love Comes in Spurts»         | Ричард Хэлл                | 1:59         |
| 2.  | «Liars Beware»                 | Айван Джулиан, Ричард Хэлл | 2:50         |
| 3.  | «New Pleasure»                 | Ричард Хэлл                | 1:52         |
| 4.  | «Betrayal Takes Two»           | Айван Джулиан, Ричард Хэлл | 3:33         |
| 5.  | «Down at the Rock & Roll Club» | Ричард Хэлл                | 3:37         |
| 6.  | «Who Says?»                    | Ричард Хэлл                | 2:07         |
| 7.  | «Blank Generation»             | Ричард Хэлл                | 2:41         |
| 8.  | «Walking on the Water»         | Том Фогерти, Джон Фогерти  | 2:14         |
| 9.  | «The Plan»                     | Ричард Хэлл                | 3:53         |
| 10. | «Another World»                | Ричард Хэлл                | 8:10         |

| №   | Название                                                         | Автор(ы)                   | Длительность |
| --- | ---------------------------------------------------------------- | -------------------------- | ------------ |
| 1.  | «Love Comes in Spurts» (Electric Lady Studios Alternate Version) | Ричард Хэлл                | 1:59         |
| 2.  | «Blank Generation» (Electric Lady Studios Alternate Version)     | Ричард Хэлл                | 2:54         |
| 3.  | «You Gotta Lose» (Electric Lady Studios Outtake Version)         | Ричард Хэлл                | 3:43         |
| 4.  | «Who Says?» (Plaza Sound Studios Alternate Version)              | Ричард Хэлл                | 2:12         |
| 5.  | «Love Comes in Spurts» (Live at CBGB November 19, 1976)          | Ричард Хэлл                | 2:10         |
| 6.  | «Blank Generation» (Live at CBGB November 19, 1976)              | Ричард Хэлл                | 2:07         |
| 7.  | «Liars Beware» (Live at CBGB April 14, 1977)                     | Айвен Джулиан, Ричард Хэлл | 2:58         |
| 8.  | «New Pleasure» (Live at CBGB April 14, 1977)                     | Ричард Хэлл                | 2:36         |
| 9.  | «Walking on the Water» (Live at CBGB April 14, 1977)             | Том Фогерти, Джон Фогерти  | 2:11         |
| 10. | «Another World» (Ork Records Version, 1976)                      | Ричард Хэлл                | 6:09         |
| 11. | «Oh» (Original 2000 Release)                                     | Ричард Хэлл                | 4:17         |
| 12. | «1977 Sire Records Radio Ad»                                     |                            | 1:03         |

## Участники записи
- Ричард Хэлл — вокал, бас-гитара
- Роберт Куин — лид-гитара
- Айвен Джулиан — гитара
- Марк Белл — ударные